# Rhodopygia pruinosa
Rhodopygia pruinosa är en trollsländeart som beskrevs av Buchholz 1953. Rhodopygia pruinosa ingår i släktet Rhodopygia och familjen segeltrollsländor. Inga underarter finns listade i Catalogue of Life.